# Зоновы (Орловский район)
 Зоновы  — деревня в Орловском районе Кировской области. Входит в состав Орловского сельского поселения.

## География
Расположена на расстоянии примерно 17 км по прямой на север от райцентра города Орлова.

## История
Известна с 1727 года как починок Кунгурской с 3 дворами, в 1763 88 жителей, в 1802 15 дворов. В 1873 году здесь дворов 38 и жителей 258, в 1905 (починок Кунгурский 2-й или Зоновы) 20 и 131, в 1926 (Большие Зоновы или Кунгурский 2-й) 25 и 119, в 1950 23 и 64, в 1989 уже не было постоянных жителей. С 2006 по 2011 год входила в состав Колковского сельского поселения. Ныне имеет дачный характер.

## Население
Постоянное население составляло 2 человека (русские 100%) в 2002 году, 0 в 2010.